# Höhndorf
Höhndorf er en by og en kommune i det nordlige Tyskland, beliggende i Amt Probstei i den nordlige del af Kreis Plön. Kreis Plön ligger i den østlige/centrale del af delstaten Slesvig-Holsten.

## Geografi
Höhndorf er beliggende cirka 3 km syd for Schönberg og omkring 40 km fra Kiel. Ud over Höhndorf ligger landsbyen Gödersdorf i kommunen.